# Etno TV
Etno TVはルーマニアのEtno Folclor Media SRL傘下に置くルーマニアのテレビチャンネル。2001年12月22日開局。